# 비둘기콩
비둘기콩(학명: Cajanus cajan 카야누스 카얀[*])은 콩과의 여러해살이풀이다.

## 분포
인도가 원산지이다.

## 쓰임새
아로스 콘 간둘레스 등 푸에르토리코 요리에 쓰인다.

## 사진 갤러리

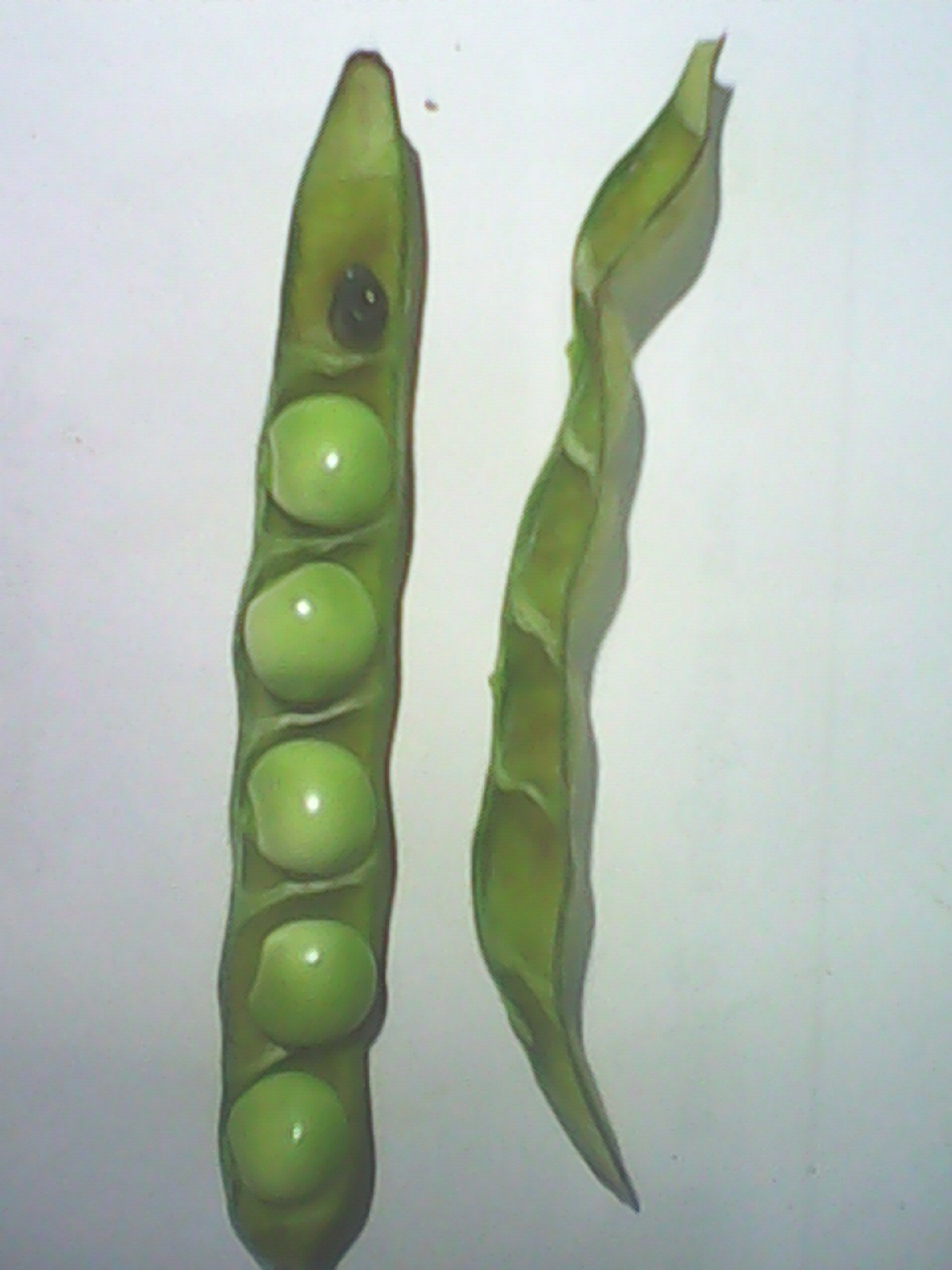
비둘기콩 콩깍지
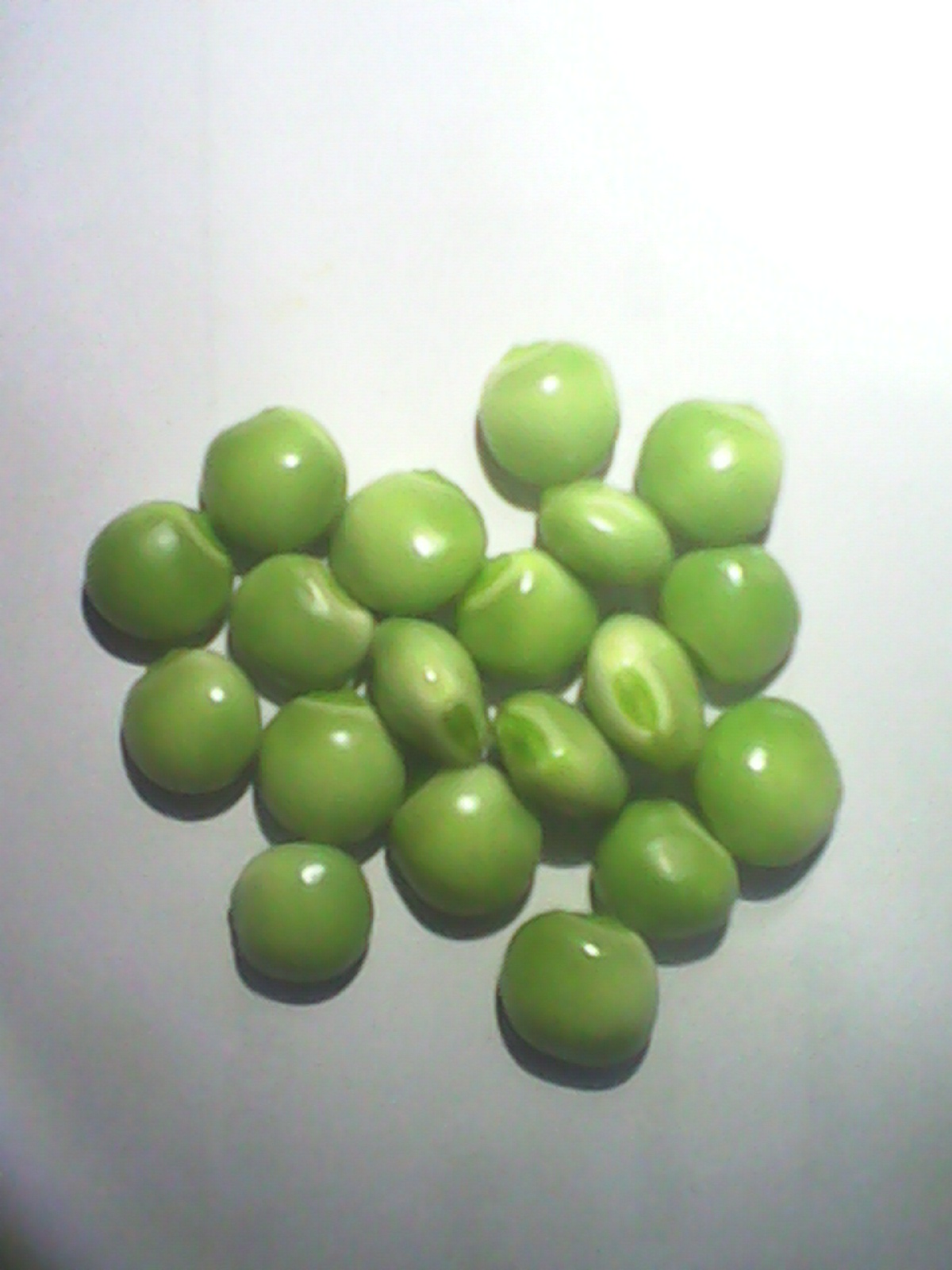
비둘기콩
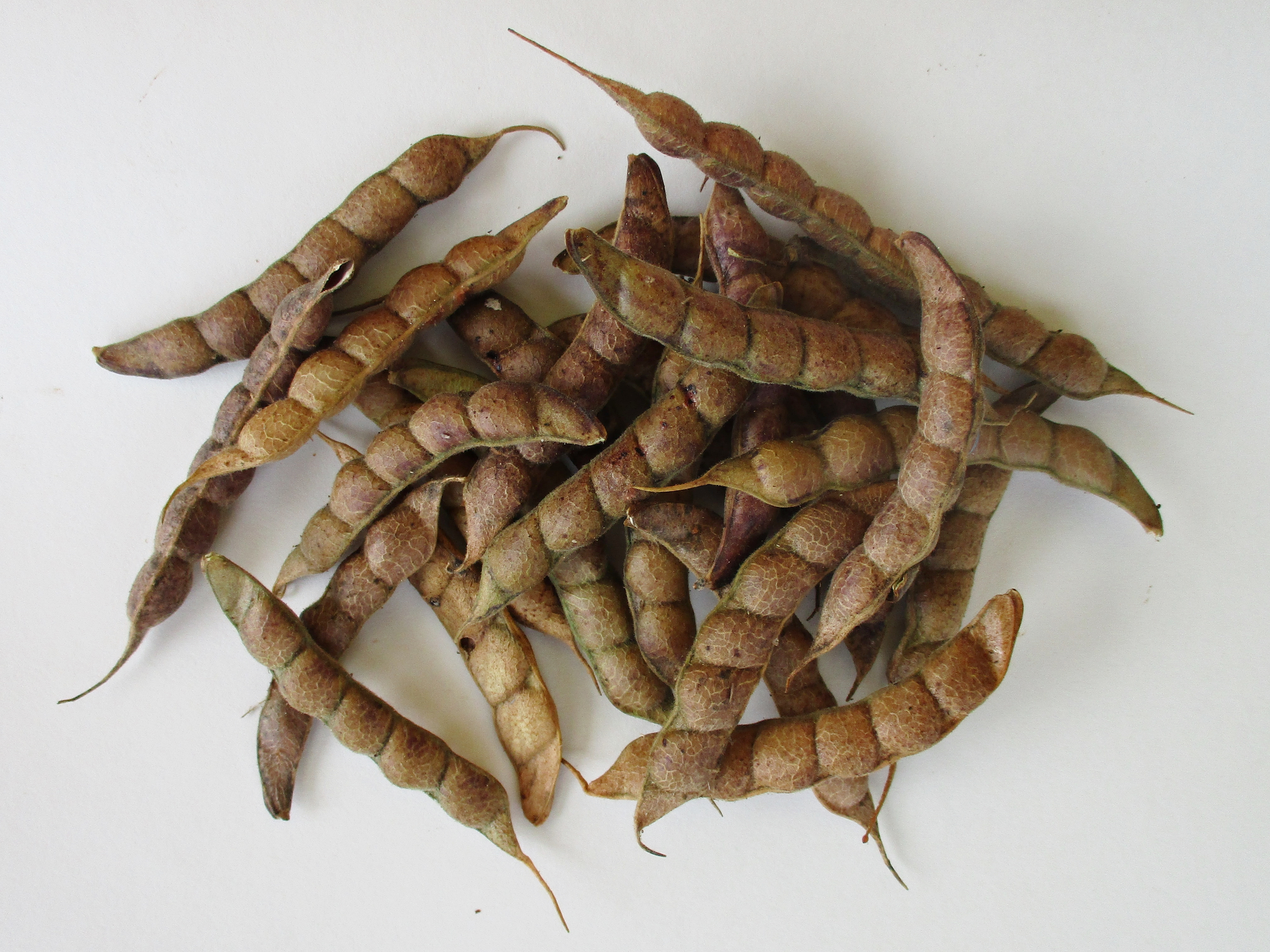
말린 비둘기콩 콩깍지
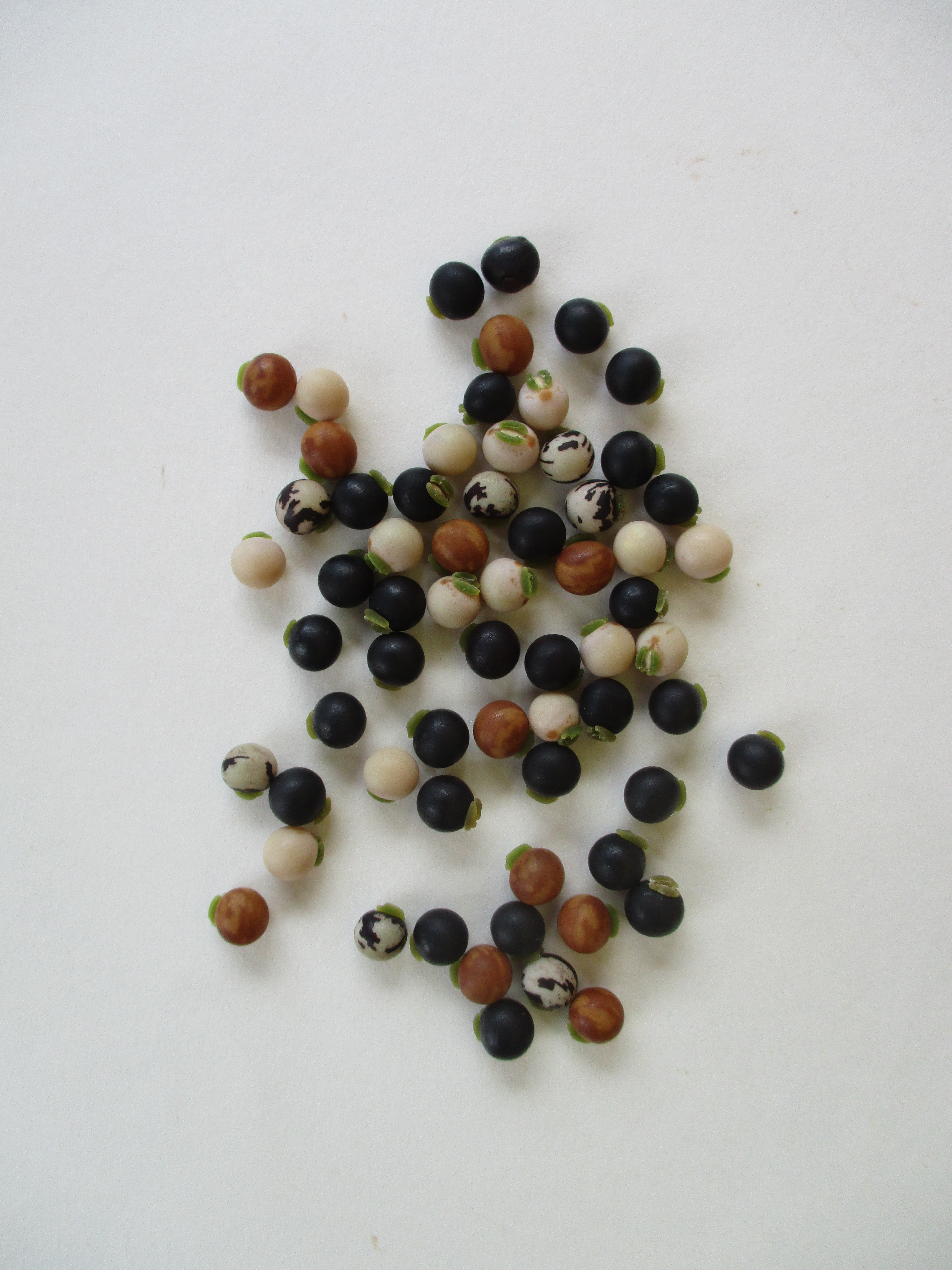
말린 비둘기콩
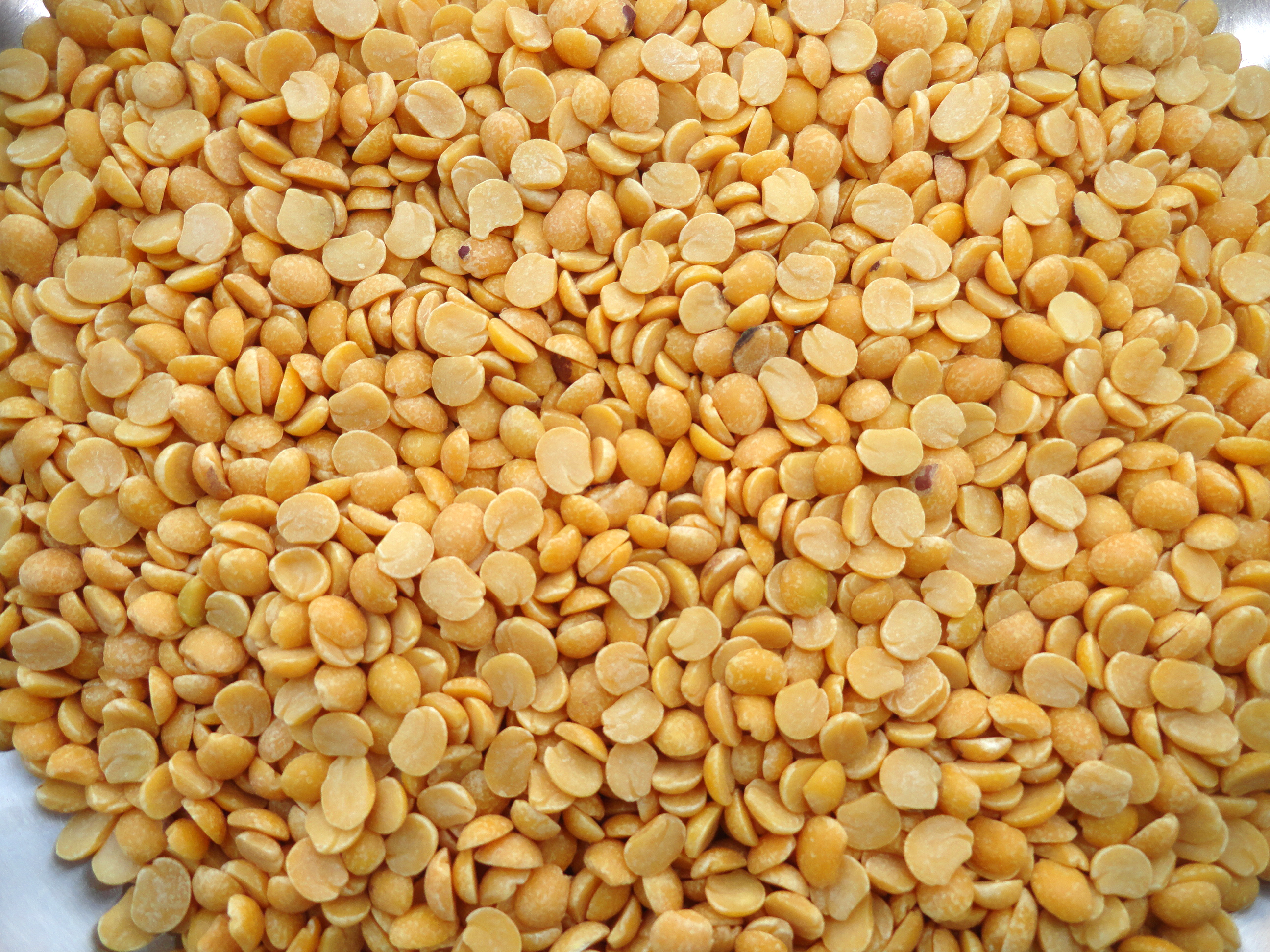
쪼개 말린 비둘기콩